# میرجان
میرجان، روستایی از توابع بخش زنجانرود شهرستان زنجان در استان زنجان ایران است. 
پیشینه : بر اساس شواهد و قرائن روستا پینشیه زیادی دارد.
جغرافیا : طبیعت کوه های این روستا بکر و دارای بهترین پوشش گیاهی می باشد و برای گردشگری بسیار مناسب است.
رودهای فصلی این روستا نیز بسیار دلنواز و دارای مناظر شگفت می باشد.
برای سفر به این روستا دو راه وجود دارد یکی از جاده تبریز و گذر از روستاهای اسفجین و حاج آرش و آقبلاغ است که از زنجان ۵۵ کیلومتر است و راه دیگر نیز از جاده ماهنشان و روستای نصیرآباد ( ترپاخلی) عبور می کند که ۸۰ کیلومتر است و بیشتر در زمستان استفاده می شود که هردو آسفالت است. البته قله کوه دمیرلو از جاده دندی هم راه دارد. در واقع این روستا مرز بخش زنجانرود و ماهنشان و دهستان بوغدا کندی می باشد.
دو همسایه اصلی این روستا آقبلاغ و نصیرآباد هستند که از راه آسفالت به هم متصل می شوند. و پس از این دو روستا با چندین روستا هم مرز است.
روستاهای بیزوشا، تلخاب، قره کول، اندآباد، جنت اولنگ، قزلاربلاغی، زنگین، تقی کندی، مغانلو(ماهنشان)، مرصع، رحیم آباد.
اقتصاد : مردم این روستا به خاطر نبود آب کشاورزی و درآمد کافی کوچ می کنند.
این روستا در دهه ۶۰ از نعمت برق و راه خاکی برخوردار شد. در سال ۱۳۷۰ خانه بهداشت آن شروع به کار کرد. در حدود سال ۱۳۸۰ تا ۱۳۸۵ نیز هردو راه ارتباطی آن آسفالت گردید.
این روستا در سال ۱۳۹۹ ۱۴۰۰ آبرسانی و پروژه گازرسانی نیز در زمستان ۱۴۰۱ و بهار ۱۴۰۲ به همت دست اندرکاران روستا به اتمام رسید.
درمانگاه روستا نیز در بهار ۱۴۰۲ به بهره برداری رسید.
حدود ۲۵۰ طلبه از سال ۱۳۸۰ به بعد به حوزه رفته اند. شغل اهالی، دامداری، باغداری و کشاورزی، چوب بری، آرماتور بندی، روحانی و... می باشد.
کشف و تاسیس معدن در این روستا باعث نابودی مراتع آن که منبع اصلی درآمد روستاست، شده است. صاحب معدن با استفاده از سیاست های کثیف و همراهی مزدورانی از داخل روستا در اینجا اختلاف انداخته و این اختلافات باعث کوچ یکباره جوانان به زنجان و قم و کرج و... در یکی دوسال اخیر شده و تعداد خانوار آن از ۵۰۰ خانوار در سال ۹۹ به ۳۰۰ خانوار در ۱۴۰۱ کاهش یافته است. قطعه بندی زمین ها و باغات روستا به خاطر جمعیت زیاد آن از زمان قدیم، بسیار فشرده و دارای زمین های کوچک است که صرفه اقتصادی چندانی ندارد.
دامداران اینجا بیشتر گوسفند و به ندرت گاو نگه می دارند. گندم، جو، نخود و عدس از جمله محصولاتی است که به صورت دیم، آن هم در زمین های بسیار کوچک کشت می شود و بعضا به تنهایی صرفه اقتصادی ندارد، اگر کاه آن را استفاده نکنند. اکثریت جوانان آن در سال های اخیر، به علت نبود بنیه قبلی و نبود حمایت های دولت، شغل سخت و طاقت فرسای آرماتوربندی را ادامه می دهند که در زنجان و جاهای دیگر مشغول هستند.
طبیعت :
میرجان کوه های بلندی دارد که مرتفع ترین آنها قله کوه دمیرلو (تربت) و بعد کوه تکه قیه سی است که ارتفاع آن ۲۸۶۰متر است و برای صخره نوردان گزینه بسیار مناسبی است.
روستا دارای باغ های انبوه زردآلو، سیب می باشد. البته درختان گردو، گیلاس، گلابی، درختچه انگور نیز در باغ ها موجود هستند. آبیاری درختان در همه جای روستا به شیوه سنتی انجام می شود. از باغ های اصلی روستا می توان به پیرباغچاسی، اربابلیق باغی، قاینار، آیاچی، دربند، افشار آباد (محلی:اوشربات)، اللهیار یری، تیمتو، خارابان میرجان، قارخوتدو، الله قلی، باغ انگور جعفر گونی و گول دالی و... اشاره کرد. چشمه های متعدد و بسیار زیبا و دارای گواراترین آب در اینجا یافت می شود که از دل کوه های آن می جوشد.
دمنوش ها و گیاهان دارویی بسیار معطر و خاصی در کوه های آن وجود دارد. مثل کاکوتی، مرزه، پونه، چای کوهی، گل و میوه نسترن، صعلب و... .
همچنین پوشش گیاهی کوه های آن از گَوَن و جالبا پوشیده شده است.
ماه بازدید از طبیعت روستا، اواسط اردیبهشت تا اواسط خرداد معمولا بهترین زمان سفر و گردش از طبیعت دل انگیز و روح نواز این روستاست و واقعا در این حدود یک ماه، میرجان بهشت دیگریست.

## جمعیت
این روستا در دهستان غنی‌بیگلو قرار دارد و براساس سرشماری مرکز آمار ایران در سال ۱۳۸۵، جمعیت آن ۱٬۳۵۹ نفر (۳۲۵خانوار) بوده‌است.
چهارده تن از اهالی این روستا در جنگ ایران و عراق کشته شدند.